# 山本真央樹
山本 真央樹（やまもと まおき、1992年4月5日 - ）は、日本のドラマー、作編曲家、イラストレーター。埼玉県出身。父はギタリストで、BOWWOWのリーダーを務めている山本恭司。

## 経歴
1992年、埼玉県に生まれる。独学でドラムを始め、春日部共栄中学高等学校の吹奏楽部でパーカッション全般を学ぶ。高校卒業後、2011年よりアメリカのバークリー音楽大学へ入学。2012年に帰国し、音楽家として活動を開始する。
2014年には4人組バンド「DEZOLVE（ディゾルブ）」を結成、ドラムスを担当している。
winddrumsという名義で同人作家、イラストレーターとしても活動しており、2015年には「えぶりdayおりーぶ！」という漫画をニコニコ静画やLINEマンガで連載していた。
2021年8月には、第1作目のアルバム『In My World』をリリースした。
2022年6月11日、Twitter上で既婚の公表と第一子の娘が誕生したことを発表した。

## ディスコグラフィー

### アルバム

#### ソロアルバム
- 『In My World』（2021年8月、キングレコード）

#### DEZOLVE
- 『DEZOLVE』
- 『SPHERE』
- 『PORTRAY』（2018年2月、キングレコード）
- 『AREA』（2019年2月、キングレコード）
- 『Frontiers』（2020年2月、キングレコード）
- 『CoMOVE』（2023年2月、キングレコード）
- 『Asterism』（2024年10月、キングレコード）

## 楽曲提供

### アーティスト
THE IDOLM@STER
- 「芽吹の季」（作詞・作編曲）

アイドルマスター シンデレラガールズ
- 「ヒトトキトキメキ」（作詞・作編曲）
- 「LOVE☆ハズカム」（作編曲）
- 「Driving My Way」（作編曲）
- 「泡沫のアイオーン」（編曲）
- 「日々あどべんちゃーなのでしてー」（作詞・作編曲）
- 「お願い！シンデレラー山本真央樹 Remixー」（作編曲）
- 「まほうのまくら」（作詞・作編曲）
- 「無限L∞PだLOVE♡」（共作編曲）
- 「Merry Warm Bodies」(作編曲)
- 「Cosmo Cosme」(作編曲)

井上あずみ
- 「鳥になった私」(編曲)

小松未可子
- 「永遠と言ってみたい」（編曲）

CIRGO GRINCO
- 「Shooting Star」（作編曲）
- 「今日に恋しよう」（編曲）

千菅春香
- 「TRY TRY TRY」（編曲）

佃煮のりお(犬山たまき)
- 「ぼくのしーくれっと」（作編曲）
- 「Summer☆Girl」（作編曲）
- 「嘘つきシンデレラ」（作編曲）
- 「アタシの神様」（作編曲）
- 「アイデンティティ」（作編曲）

のりプロ
- 「トキメキノーツ♪」（作編曲）

ひなビタ♪
- 「ぽかぽかレトロード-Home Sweet Home Edition」（編曲）
- 「スイーツはとまらない♪」（編曲）
- 「熱情のサパデアード」（作編曲）

プリンセスコネクト！Re:Dive
- 「ぼっちのためのトモダチ行進曲」（作詞・作編曲）
- 「ぷりん・あ・ら・くりすますなの！」（作詞）
- 「Dance in the Fragrance」（作編曲）

やなぎなぎ
- 「For good」（作編曲）

ワールドウィッチーズ
- 「Resonance ～with heart～」（作編曲）

### ゲーム
- マリオカートワールド
  - 一部BGM（編曲）

- オンゲキ
  - 「GEOMETRIC DANCE」（作編曲）
  - 「FestA of PandemoniuM」(Masahiro "Godspeed" Aoki feat.Dylan Reavey)(作編曲)

- ガールフレンド（仮）
  - 「二人で旅にでる理由は？」（編曲）

- GITADORA
  - 「MIND ERUPTION」（作編曲）
  - 「Graphic Melody」(feat.朔白)（作編曲）
  - 「EMPYREAL CATASTROPHE」（作編曲）
  - 「REFLEXES MANIPULATION」（作編曲）
  - 「Monochrome Ortensia」(feat.朔白)（作編曲）
  - 「とびきりシュガータイム」(feat.朔白)（作編曲）
  - 「PIRATES BANQUET」（作編曲）
  - 「CAPTURING XANADU」（作編曲）
  - 「僕らのシンフォニア」(feat.藤野マナミ)（作編曲）
  - 「LUCID NIGHTMARE」（作編曲）
  - 「GLACIER EXPRESS」（作編曲）
  - 「◎holic◎」（feat.くりむ）（作編曲）
  - 「DESPERATE ERROR」(作編曲)
  - 「LIQUID NOTES」(作編曲)

- SOUND VOLTEX
  - 「City Edge」（作詞,作編曲）
  - 「Witch in Sweetsland」(黒魔と合作)（作編曲）
  - 「Metamorphobia」（作編曲）
  - 「Goddess Bless You」（作編曲）
  - 「Divine's or Deal」（cosMoと合作）（作編曲）
  - 「Enchanté」（作編曲）
  - 「Leviathan」（作編曲）
  - 「Restless Waitress」（作編曲）
- 太鼓の達人
  - 「鼓舞曲「閻魔」」（作編曲）

- CHUNITHM
  - 「CELERITAS」（作編曲）

- pop’n music
  - 「SYMPHONY FROM ZERO」（作編曲）
  - 「FLOWER FLOWER WORLD」（MELOGRAPHICA名義）（作編曲）
  - 「飛べない僕と鳴かない黒猫」(feat.常盤ゆう)（作編曲）
  - 「放課後コンチェルティーノ〜私だけの部室狂騒曲」（作編曲）
  - 「天ぷらイントロドン！」(feat.すわひでお)（作編曲）
  - 「あまるがむ」（作編曲）
  - 「Hold the Pickles!!」（作編曲）

- maimai
  - 「渦状銀河のシンフォニエッタ」（作編曲）

- jubeat
  - 「Cosminflation」（作編曲）
- PLATiNA :: LAB
  - 「FROST SHADOW」（作編曲）

### TV CM
- 常葉大学 2023「Beyond the Limits～走る」篇 （作編曲）
- 常葉大学 2023「Beyond the Limits～学ぶ」篇（作編曲）

### 吹奏楽
・Unified Tale〜重なりあう物語（ドラム協奏曲）（長生淳と連名）

### その他
- Believers（作編曲）(Zildjian Festival2023セッション楽曲)
- Symbiosis-Short Ver.（作編曲）(誌上ドラムコンテスト2020課題曲)
- Veil of Time（作編曲）(誌上ドラムコンテスト2025マスターコース課題曲)

## 主なレコーディング参加作品（ドラム）

### アーティスト
逢田梨香子
- 「Tiered」

アイカツ!シリーズ
- 「Bloomy＊スマイル」
- 「HAPPY∞アイカツ！」
- 「TRAVEL RIBBON」

アイドルマスターシリーズ
- 「Star!!」
- 「STORY」
- 「M@GIC☆」
- 「Flip Flop」
- 「EVERMORE」
- 「こいかぜー彩葉」
- 「こいかぜー紺碧」
- 「桜の風」
- 「未完成の歴史」
- 「いとしーさー❤︎」
- 「ハピガ！」
- 「ヒトトキトキメキ」
- 「反逆的同一性-Rebellion Identity」
- 「Starry-Go-Round」
- 「Blessing」
- 「Gaze and Gaze」
- 「Claw My Heart」
- 「あらかねの器」
- 「Driving My Way」
- 「Unlock Starbeat」
- 「マジで...!?」
- 「ヒーローヴァーサスレイナンジョー」
- 「オレンジタイム」
- 「お願い！シンデレラ〜ゴージャストロピカルアレンジver.」
- 「芽吹の季」
- 「ずるじゃん」
- 「EVERLASTING」
- 「1st Call」
- 「ココカラミライへ！」
- 「お願い！シンデレラ-山本真央樹Remix-」
- 「まほうのまくら」
- 「CRYST@LOUD」
- 「Dreamy Anniversary」
- 「無限L∞PだLOVE♡」
- 「Hardcore Toyworld」
- 「Come to you」
- 「Yellow Big Bang！」
- 「Merry Warm Bodies」
- 「夢模様キャンバス」
- 「スターライトステージ」
- 「クリスタライン」
- 「Cosmo Cosme」
- 「Our Chant」
- 「GO MY WAY!!」(学園アイドルマスターにおけるカバー)

朝ノ瑠璃
- 「ベテルギウスの夜に」

綾野ましろ
- 「labradorite」

ARCANA PROJECT
- 「快晴のエスタリスタ」
- 「慟哭のトルメンタ」
- 「ユリイカ」

Wake Up,Girls!
- 「オオカミとピアノ」
- 「WOO YEAH!」
- 「運命の女神」
- 「HIGAWARI PRINCESS」
- 「SHIFT」
- 「土曜日のフライト」

内田雄馬
- 「FROM HERE」
- 「SHAKE!SHAKE!SHAKE!」

浦島坂田船
- 「未完成ユートピア」

A.B.C-Z
- 「さよならしないと」

大原櫻子
- 「櫻」

小倉唯
- 「Tomorrow」
- 「永遠少年」
- 「Reflect」

角松敏生
- 「SEA LINE」(2017ver.)
- 「Night Sight of Port island」(2017ver.)
- 「Sunset of Micro Beach」(2017ver.)
- 「Summer Babe」(2017ver.)
- 「Midsummer Drivin'」(2017ver.)
- 「Evening Skyline」
- 「OSHI-TAO-SHITAI」(2017ver.)
- 「to be or not to be」
- 「大人の定義」
- 「東京少年少女」
- 「I CAN GIVE YOU MY LOVE」(REBIRTH2 ver.)
- 「DISTANCE」(REBIRTH2 ver.)
- 「Lost My Heart In The Dark」(REBIRTH2 ver.)
- 「Can't Stop The Night」(REBIRTH2 ver.)
- 「ALL IS VANITY」(REBIRTH2 ver.)
- 「DANCE OF LIFE」
- 「GISELLE(Andante-Allegro)」
- 「Talk to You」
- 「MOONLIGHT GIG〜Who are you」
- 「夜はコレカラ」
- 「Let's Get Real」
- 「We're Dancers」
- 「I will be saving for you with my love」
- 「Power of Nightfall」
- 「Wake up to the love」
- 「Paradise in your eyes」
- 「NOA」
- 「Summer Scenery」
- 「MIDTOWN」
- 「Evening Shadows」
- 「SOEMONCHO STREET」
- 「Flowing Shiny Hair」
- 「Tequila Mockingbird」
- 「Tiny Scandal」
- 「Blue Swell」
- 「Slave of Media」

鹿乃
- 「Linaria Girl」
- 「yours」
- 「聴いて」

鬼頭明里
- 「Swinging Heart」

Kim Yuna
- 「Scent」

Kinki Kids
- 「運命論」
- 「切ないね」

けいちゃん
- 「√ Advent」
- 「YAKVTA」
- 「Fortuna's Call」

こぶしファクトリー
- 「スタートライン」

サラ・オレイン
- 「白い恋人たち」
- 「ラ・ラ・ランド Medley」
- 「007 Medley」

三月のパンタシア
サンドリオン
- 「ライフ・イズ・キューティクル」
- 「Angel Ladder」

じん
鈴木瑛美子
鈴木みのり
- 「こいもよう」

Snow Man
- 「星のうた」

Sexy Zone
- 「puzzle」

DIALOGUE＋
- 「人生イージー？」
- 「おもいでしりとり」
- 「I my me mind」
- 「1000万回ハグなんだ」
- 「絶景絶好スーパーデイ!!」
- 「めっちゃオンリーユー」
- 「やばきゅん♡シューベルト」
- 「うしみつあっパレイド」
- 「まるっとジブン時代」
- 「ユートピア学概論」

高槻かなこ
- 「Anti world」

竹達彩奈
- 「AWARENESS」

千菅春香
- 「TRY TRY TRY」

TRUE
- 「パズル」

Tiara
- 「グッド・バイ・マイ・ラブ」
- 「春よ、こい」

寺嶋由芙
- 「#ゆーふらいとII」

東山奈央
- 「春擬き」
- 「プロローグ」
- 「グー」
- 「Glowing」
- 「冷めない魔法」

夏川椎菜
- 「グレープフルーツムーン」

DIMENSION
- 「High Time」
- 「Tomorrow」
- 「Like It Or Hate It」
- 「Signal」
- 「Time Code」
- 「Familiar With」

中島美嘉
- 「Special Day」

なにわ男子
- 「Doki it」

にじさんじ
- 「VOLTAGE」

NEWS
- 「レプリカ」

Negicco
- 「クリームソーダLOVE」
- 「硝子色の夏」

のりプロ
- 「夢色パレット」

花澤香菜
- 「あたらしいうた」

BEYOOOOONDS
- 「こんなハズジャナカッター！」

fhána
- 「世界を変える夢を見て」

フィロソフィーのダンス
- 「ドント・ストップ・ザ・ダンス with DEZOLVE」

藤村鼓乃美
- 「サイダー」（リズムプログラミング）

Hey!Say!JUMP
- 「あなた想い」

ホロライブ
- 「キラメキライダー☆」
- 「夢見る羊」

マクロス
- 「アイ to アイ」

真山りか
- 「蜃気楼」

まふまふ
- 「女の子になりたい」

水樹奈々
- 「Nightfall」

森中花咲
- 「相反スペル」

やなぎなぎ
- 「春擬き」
- 「ターミナル」
- 「over and over」
- 「夜明けの光を集めながら」
- 「宝石の生まれるとき」
- 「芽ぐみの雨」
- 「Roundabout」
- 「For good」
- 「ユキハルアメ」

Little Glee Monster

### アニメ
『アイドルマスター シンデレラガールズ』
- 劇伴

『異世界食堂』
- 劇伴

『イナズマイレブン アレスの天秤 / オリオンの刻印』
- 劇伴

『うたの☆プリンスさまっ♪』
- 「GIRA×2★SEVEN」

『お兄ちゃんはおしまい！』
- 劇伴

『君のことが大大大大大好きな100人の彼女』
- 「大大大大大好きな君へ♡」
- 「ありがと、大好きになってくれて」
- 劇伴

『CONCEPTION』
- 劇伴

『鬼滅の刃』
- 劇伴

- 「竈門炭治郎のうた」

『ざつ旅 -That‘s Journey-』
- 「bookmarks」

『しかのこのこのここしたんたん』
- 「シカ色デイズ」

『灼熱の卓球娘』
- 「灼熱スイッチ」

『弱キャラ友崎くん』
『呪術廻戦』
- 劇伴（第2期）

『処刑少女の生きる道』
- 劇伴

『スロウスタート』
- 「スパークルデイズ」
- 「ストロベリーアイスクリーム」
- 「Sweet Slow Days」
- 「シュガー&シュガーレス」
- 「みんなありがと。」
- 「ときめきコレクション♡」
- 「はぴらき☆エブリディ」
- 「明日もきっと」

『千銃士』
- 「Antique Memory」

『ドラゴンクエスト ダイの大冒険』
- 劇伴（Original Sound Track Vol.2）

『幕末Rock』
『BURN THE WITCH』
『叛逆性ミリオンアーサー』
- 劇伴

『BanG Dream！』
- 「ひとりじゃないんだから」
- 「Don't be afraid!」
- 「Glee!Glee!Glee!」

『BEASTARS』
- 劇伴

『ひとりぼっちの○○生活』
『１００パーセント　パスカル先生』
『ファイナルファンタジーXV Brotherhood』
『僕のヒーローアカデミア 』
- 劇伴（第5期～）

『勇者パーティを追放されたビーストテイマー、最強種の猫耳少女と出会う』
- 劇伴

『ラディアン』
- 劇伴

『リコリス・リコイル』
- 劇伴

『声優ラジオのウラオモテ』
- 「二千分のイチの花びら」
- 「君と指を絡めて～光射す、君と～」

### ゲーム
『アイドルマスターシリーズ』
『IDOLY PRIDE』
- 「First Step」
- 「Fight oh!MIRAI oh!」
- 「Precious」
- 「恋と花火」
- 「SUNNY PEACE HARMONY」
- 「SUNNY PEACE for You and Me!」
- 「EVERYDAY! SUNNYDAY!」
- 「The One and Only」
- 「Pray for you」
- 「クリスマスには君と」
- 「裏と表」
- 「Daytime Moon」
- 「全力!絶対!!カウントダウン!!! 」

- 「欲しいよ」
- 「Hi5でピースサイン！」
- 「最愛よ君に届け」
- 「ラブリー♡♡♡♡♡♡」
- 「ハレ晴レユカイ」
- 「ありがとう to You」

『ウマ娘　プリティーダービー』
- 「彩 Phantasia」
- 「硝子のエトワール」
- 「▷▷▷▶︎ぶっとび かっとび 全開エンジン！」

『A3!』
『音戯の譜』
『塊魂』
- 「パラレル魂」
- 「丑三つふたり」
- 「いろんな色を混ぜたときのうた」

『CHRONO CROSS 20th Anniversary Live Tour 2019 RADICAL DREAMERS Yasunori Mitsuda & Millennial Fair』
『GOD EATER』
- BGM

『刀剣乱舞』
- 「夢現乱舞抄」

『TRIANGLE STRATEGY』
- BGM

『ゼノシリーズ』
- 『Xenogears 20th Anniversary Concert -The Beginning and the End-』
- 『Xenoblade Definitive Edition』追加シナリオ「つながる未来」BGM
- 『Xenoblade 3』BGM（光田康典、マリアム・アボンナサー、清田愛未、ACE担当曲のみ）

『CUE！』
- 「私たちはまだその春を知らない」
- 「ミライキャンバス」

『天華百剣ー斬ー』
- 「Naughty night,Magical night」
- 「サマーイントロダクション」

『NieR』
- 「NieR:Automata Orchestral Arrangement Album」パーカッション
- 「NieR Gestalt & Replicant Orchestral Arrangement Album」パーカッション

『ひなビタ♪』
『ポケットモンスター スカーレット・バイオレット』
- メインテーマ

『マリオカートワールド』
- BGM

『ガールフレンド（仮）』
『プリンセスコネクト！Re:Dive』
- 「Brand New Sunrise」
- 「ぼっちのためのトモダチ行進曲」
- 「ミュージカルが聴こえる？」
- 「わくわくSUMMER TIME！」
- 「Dance in the Fragrance」

『ラジアントヒストリア パーフェクトクロノロジー』
- 「落花流水（Arrange ver.）」

など

### TVドラマ・映画
『犯罪症候群』
- 劇伴

『ランチ合コン探偵〜恋とグルメと謎解きと〜』
- 劇伴

『賭ケグルイ』
- 劇伴

『鬼滅の刃』
- 劇伴

『正義の天秤』
- 劇伴

『波よ、聞いてくれ』
- 劇伴

『緊急取調室』
- 劇伴

『BAYONETTA Bloody Fate』
- 劇伴

『未来の私にブッかまされる!?』
- 劇伴

『数分間のエールを』
- 劇伴

『伝説の頭　翔』
- 劇伴

など